# Экваториальная Гвинея на летних Олимпийских играх 2012
Экваториальная Гвинея на летних Олимпийских играх 2012 была представлена двумя спортсменами в лёгкой атлетике, которые не смогли завоевать ни одной медали.

## Результаты соревнований

### Лёгкая атлетика
Спортсменов — 2
Мужчины
| Спортсмен       | Дисциплина | Первый раунд | Первый раунд | Полуфинал | Полуфинал | Финал     | Финал     |
| Спортсмен       | Дисциплина | Результат    | Место        | Результат | Место     | Результат | Место     |
| --------------- | ---------- | ------------ | ------------ | --------- | --------- | --------- | --------- |
| Бенжамин Энзема | 800 м      | 1:57.47      | 7            | Не прошёл | Не прошёл | Не прошёл | Не прошёл |

Женщины
| Спортсмен     | Дисциплина        | Первый раунд | Первый раунд | Полуфинал | Полуфинал | Финал     | Финал     |
| Спортсмен     | Дисциплина        | Результат    | Место        | Результат | Место     | Результат | Место     |
| ------------- | ----------------- | ------------ | ------------ | --------- | --------- | --------- | --------- |
| Бибиана Олама | 100 м с барьерами | 16.18        | 8            | Не прошла | Не прошла | Не прошла | Не прошла |